# Meduza (gruppo musicale)
I Meduza sono un gruppo musicale italiano con influenze house, formatosi nel 2019 e composto dai tre produttori Simone Giani, Luca De Gregorio e Mattia Vitale.
Tra i più influenti DJ italiani della loro generazione e nominati ai Grammy Awards, raggiungono il successo globale nel 2019 con la hit Piece of Your Heart, seguita da altri brani di grande successo come Lose Control, Paradise e Tell It to My Heart.
I Meduza, con all’attivo più di 22 miliardi di streams globali ed oltre 200 dischi tra diamante, platino e oro sono, secondo la rivista Forbes, gli artisti italiani più ascoltati al mondo su Spotify nel 2020, i 22esimi dj nel mondo nella classifica Top100 alternative secondo il sito DJ MAG, oltre ad essere al numero 2 nella classifica del sito 1001tracklist dei migliori produttori mondiali.

## Storia
Simone si diploma al Conservatorio G.Verdi di Milano in organo e musica elettronica. Precedentemente alla creazione del progetto Meduza partecipa alla produzione musicale di artisti italiani tra cui J-Ax, Tormento, Fedez, Tiromancino e Raf. È stato deejay resident di alcune discoteche di Montecarlo e Milano e ha praticato per anni la professione di insegnante di musica e organista nelle chiese.
Nel 2009 Simone incontra per la prima volta Luca il quale, terminati gli studi, lavorava già a tempo pieno come produttore in uno studio discografico di Milano. I due cominciano a condividere i primi spunti ed esperienze musicali mantenendosi pero su due strade artistiche diverse.
Contemporaneamente Mattia, nelle pause dal suo lavoro principale in biblioteca, esercita la professione di DJ resident nelle zone di Como e dintorni.
Nel 2014 Mattia e Simone si incontrano e danno vita ad una prima collaborazione rilasciando musica su etichette inglesi e svedesi come Axtone, Size e Sosumi: in breve tempo al duo si aggiunge anche Luca. Questo primo progetto musicale, non ancora sotto il nome Meduza, apre ai tre numerose porte fruttandogli diversi contatti discografici internazionali: nel 2018 il trio inizia così a collaborare a Londra negli studi di Universal Music.
Nel 2019 nasce ufficialmente il progetto attuale Meduza: il nome Meduza viene scelto dal trio come gioco di parole sulle iniziali dei loro nomi M-D-S.
Nel 2019 i Meduza pubblicano il loro primo singolo Piece of Your Heart, in collaborazione con il duo di produttori inglesi Goodboys: il singolo raggiunge la seconda posizione della prestigiosa UK Singles Chart e il 20 novembre 2019 viene nominato ai Grammy Awards nella categoria "Miglior registrazione dance" ed è premiata nella categoria Best Dance agli International Dance Music Awards. Da questo momento il gruppo inizia un tour mondiale senza sosta in USA, Brasile, Messico, Europa, Asia e Australia, che li porterà ad esibirsi in numerose location quali lo stadio di Wembley l'8 giugno 2019, il Brooklyn Mirage di New York e i più importanti festival mondiali come Tomorrowland o EDC di Las Vegas.
Nell'ottobre 2019 viene pubblicato il secondo singolo Lose Control in collaborazione con Becky Hill e nuovamente i Goodboys che bissa i traguardi raggiunti dal primo singolo.
Il 14 febbraio 2020 pubblicano per Defected la canzone Born to Love in collaborazione con SHELLS.
Il 30 ottobre seguente esce il singolo Paradise prodotto assieme a Dermot Kennedy con il quale, il 22 marzo 2021, si esibiscono dal deserto di Joshua Three nello show televisivo americano The EllenDegeneres Show : saranno i primi artisti italiani di sempre a partecipare al noto show.
Il 29 ottobre 2021 il gruppo pubblica il quarto singolo con la voce del cantante irlandese Hozier, Tell It to My Heart: la canzone verrà inclusa nel gioco F1 2022 e presentata il 1º febbraio 2022 al Festival di Sanremo 2022 con i Meduza in qualità di ospiti internazionali. Al termine del Festival il gruppo remixa la canzone Brividi dei vincitori Mahmood & Blanco.
Durante il 2021 i Meduza annunciano la residency mensile al Wynn Las Vegas, che viene poco dopo seguita dall’annuncio delle residency allo Space di Miami ed all’Hi di Ibiza assieme al dj francese David Guetta. Sempre nel 2021 vengono contattati da Ed Sheeran, John Legend e Florence and the Machine per remixare alcune loro canzoni di successo.
Il 22 aprile 2022 i Meduza salgono in cattedra all’Università di Harvard e tengono una lezione sulla musica elettronica in veste di membri della National Academy of Recording.
Entrambi appassionati di F1 il 13 settembre 2022 vengono invitati della Scuderia Ferrari a provare la speciale triposto f1 guidata dal pilota Charles Leclerc nella pista di Fiorano a Maranello.
Nel marzo 2023 aprono la loro etichetta Aeterna: la prima release della label Genesi - Everything you Have Done raggiunge la posizione numero 1 nella chart generale del portale di riferimento di musica elettronica Beatport.
Nel maggio 2023 l’artista canadese The Weeknd inserisce la loro hit Piece of Your Heart all’interno della serie Netflix The Idol ed il produttore Calvin Harris gli affida il remix di Desire feat Sam Smith.
Nel 2024 sono gli artisti ufficiali dell’inno degli europei 2024: Fire, realizzato in collaborazione con OneRepublic e Leony, viene eseguito live dagli artisti alla cerimonia di chiusura nella Finale del campionato europeo di calcio 2024. Nel settembre dello stesso anno, il loro brano Dola re dola (in collaborazione con Varun Jain) è stato incluso nella colonna sonora di EA Sports FC 25.
Ad ottobre 2024 rilasciano il brano Seek Your Truth (A Vitória) feat. Ayrton Senna che comprende uno storico discorso del campione brasiliano scomparso in memoria dei 30 anni dalla sua scomparsa.
Nel dicembre 2024 partecipano con la canzone Il Mio Cuore è Già Tuo nell'album Alaska Baby del cantautore italiano Cesare Cremonini.

### Classifica DJ Magazine
- 2020: #117[22]
- 2024: #100[3]

### Classifica 1001Tracklist
- 2020: #02[23]
- 2023: #03[4]

## Discografia

### EP
- 2021 – Introducing Meduza
- 2023 – Meduza

### Singoli
- 2019 – Piece of Your Heart (con i Goodboys)
- 2019 – Lose Control (con Becky Hill e i Goodboys)
- 2020 – Born to Love (feat. Shells)
- 2020 – Paradise (feat. Dermot Kennedy)
- 2021 – Headrush (feat. Elroii)
- 2021 – Tell It to My Heart (feat. Hozier)
- 2022 – Bad Memories (con James Carter feat. Elley Duhé & Fast Boy)
- 2022 – Under Pressure (con Vintage Culture e Ben Samama)
- 2022 – Just a Feeling (con Matador e Artche)
- 2022 – Sparks (con DEL-30 e Mali-Koa)
- 2023 – Pegasus (con Eli & Fur)
- 2023 – Upside Down (feat. Poppy Baskcomb)
- 2023 – Friends
- 2023 – Phone (feat. Sam Tompkins & Em Beihold)
- 2023 – Musica
- 2024 – I Got Nothing (con Ferreck Dawn e Clementine Douglas)
- 2024 – Fire (con gli OneRepublic e Leony)
- 2024 – Seek Your Truth (A vitória) (feat. Ayrton Senna)
- 2024 – Another World (con Hayla)
- 2024 – Il mio cuore è già tuo (con Cesare Cremonini)

### Remix
- 2018 – Friendly Fires – Heaven Let Me In
- 2019 – Ferreck Dawn e Nikki Ambers – In My Arms (feat. Robosonic)
- 2019 – MK – Body 2 Body[24]
- 2019 – Ritual – Using (with Emily Warren)
- 2019 – R Plus e Dido – My Boy
- 2020 – Dermot Kennedy – Power over Me
- 2020 – Lifelike e Kris Menace – Discopolis 2.0
- 2020 – John Legend – Wild
- 2021 – Faithless – Innadadance (feat. Suli Breaks & Jazzie B)
- 2021 – Ed Sheeran – Bad Habits
- 2022 – Mahmood e Blanco – Brividi
- 2022 – Florence + The Machine – My Love
- 2022 – Arcane – Playground (from the series Arcane League of Legends)
- 2022 – Supermode – Tell Me Why
- 2023 – Genesi – Everything You Have Done
- 2023 – Calvin Harris, Sam Smith - Desire
- 2024 – David Kushner - Skin and Bones

## Riconoscimenti
- Grammy Awards
  - 2020 – Candidatura alla miglior registrazione dance per Piece of Your Heart

- International Dance Music Awards
  - 2020 – Miglior canzone dance per Piece of Your Heart
  - 2020 – Miglior artista rivelazione dell'anno
  - 2020 – Candidatura al miglior artista maschile house